# Парра, Рамона
Рамона Аурелия Парра Аларкон (исп. Ramona Aurelia Parra Alarcón; 28 мая 1926 — 28 января 1946) — чилийская работница нитратной промышленности, участница профсоюзного и коммунистического движения. Гибель этой 19-летней комсомолки, застреленной во время «бойни на площади Бульнес» (разгона полицией рабочей демонстрации в Сантьяго-де-Чили) сделало её первой мученицей Коммунистической молодёжи Чили.

## Биография
Рамона родилась 28 мая 1926 года в семье Мануэля Парры и Аурелии Аларкон. Она выросла в маленьком одноэтажном доме. Начальное образование получила в монастыре монахинь-кармелиток.
Рамона Парра вместе со своими сестрами Флор, Ольгой и Ирмой вступила в Коммунистическую молодёжь Чили 15 января 1944 года во время учёбы на факультете бухгалтерского учёта Высшего института коммерции. С 1945 года работала на Laboratorios Recalcine, продолжая обучение на вечерних курсах. В комсомоле участвовала в комиссии по пропаганде, а на рабочем месте вступила в профсоюз.

## Гибель
В начале 1946 года забастовка рабочих предприятий Мапочо и Хамберстона, а также других мест добычи селитры, была силой подавлена правительством Альфредо Дуальде, сменившего досрочно ушедшего в отставку по состоянию здоровья президента Хуана Антонио Риоса. Для поддержки борьбы шахтёров за свои права Чилийская конфедерация трудящихся 28 января 1946 года созвала демонстрацию на площади Бульнес в Сантьяго.
Однако мирную демонстрацию рабочих карабинеры расстреляли из автоматов. Когда силовики открыли огонь по толпе, шесть человек были убиты и ещё сотни ранены. Среди убитых на марше оказалась и 19-летняя Рамона Парра, получившая огнестрельное ранение в голову и через 15 минут скончавшаяся. В ответ на расправу была объявлена всеобщая забастовка, однако успеха она не имела.

## Память
Память о погибшей девушке была запечатлена в стихах Пабло Неруды и авторской песне 1970 года на слова Виктора Хары и музыку Сельсо Гарридо под названием BRP.
В 1969 году в её честь возникла молодёжная агитбригада Коммунистической партии Чили, занимавшаяся созданием монументалистских муралов и противостоянием с идеологическими оппонентами — «Бригада Рамоны Парры».